# Pobeda (nave da battaglia)
La Pobeda (in russo Победа?) fu una nave da battaglia tipo pre-dreadnought della Voenno Morskoj Flot Rossijskoj Imperii e della Marina imperiale giapponese, appartenente alla classe Peresvet. Pobeda in russo significa Vittoria. Affondata durante l'assedio di Port Arthur, fu recuperata dai giapponesi. Ricostruita e rinominata Suō (周防?), in onore dell'omonima provincia, prestò servizio nella marina imperiale giapponese dal 1908 al 1946.

## Servizio
Ordinata il 26 aprile 1898, la costruzione iniziò il 23 gennaio 1899 nei Cantieri del Baltico di San Pietroburgo. La chiglia fu posata il 21 febbraio 1899 e la nave fu varata il 10 maggio 1900.
Fu completata nel giugno 1902, con un costo finale di 10.050.000 rubli.
La nave salpò da Liepāja il 13 novembre 1902, giungendo a Port Arthur il 13 giugno 1903, dove si unì alla flotta del Pacifico a cui era stata assegnata.

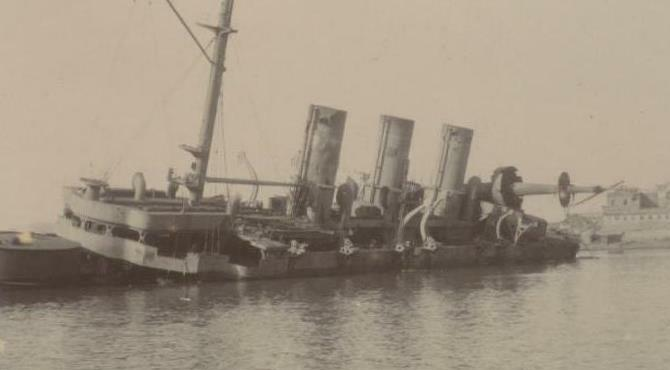
La Pobeda, pesantemente danneggiata durante l'assedio di Port Arthur, fotografata il 4 gennaio 1905, giorno successivo alla presa della base da parte delle forze giapponesi. La fotografia fu scattata dall'ammiraglio Ernesto Burzagli, invitato in veste diplomatica a seguire gli avvenimenti del conflitto russo-giapponese

Durante la battaglia di Port Arthur, combattuta il secondo giorno della guerra russo-giapponese, la Pobeda fu colpita al centro dello scafo, vicino alla linea di galleggiamento. Rimasero uccisi 2 membri dell'equipaggio e 4 riportarono ferite, ma il colpo non riuscì a penetrare la corazzatura della nave che riportò così solo danni leggeri. Il 13 aprile, durante un'azione, la Pobeda e la nave da battaglia Petropavlovsk urtarono entrambe alcune mine navali posizionate la notte precedente dai giapponesi. La Petropavlovsk affondò in meno di due minuti a seguito dell'esplosione di una delle polveriere, mentre la Pobeda riuscì a rientrare autonomamente in porto, nonostante a causa dei danni procedeva inclinata di 11° su un lato.
Le riparazioni furono completate il 9 giugno. Durante i lavori alcuni cannoni della Pobeda furono rimossi ed installati a terra per rafforzare le difese del porto. Nello specifico la nave perse 3 cannoni da 152 mm (6", 2 cannoni da 75 mm (3"), 1 cannoni da 47 mm (2") e 4 cannoni da 37 mm (1,4").
Il 23 giugno salpò assieme al resto della flotta nel tentativo, poi fallito, di raggiungere Vladivostok. Il 10 agosto il comandante della flotta, il viceammiraglio Wilhelm Withöft, aveva da poco ordinato il rientro a Port Arthur quando le navi russe incontrarono la flotta giapponese poco prima del tramonto, ed uno scontro notturno con le numericamente superiori forze giapponesi era proprio quello che Withöft voleva evitare.
Durante lo scontro, passato alla storia come la battaglia del Mar Giallo, la Pobeda fu colpita da 11 colpi di grosso calibro, e tra i membri dell'equipaggio si contarono 4 morti e 29 feriti. Dopo che lo stesso Withöft rimase ucciso nella battaglia, le navi russe sopravvissute riuscirono a ritornare a Port Arthur.
Il nuovo comandante della flotta del Pacifico, il retroammiraglio Robert Nikolaevič Viren, decise di utilizzare uomini e cannoni della sua flotta per rafforzare ulteriormente le difese di Port Arthur, in quel momento sotto assedio giapponese. Il tentativo di Viren non ebbe successo, tanto che il 5 dicembre truppe giapponesi riuscirono a conquistare la collina 203 che si affacciava proprio sul porto. Questo permise all'artiglieria dell'esercito imperiale giapponese di aprire il fuoco direttamente contro le navi russe con un obice da 280 mm. Il bombardamento iniziò il 7 dicembre e la Pobeda fu colpita almeno 30 volte, affondando nelle basse acque del porto.

### Suō
Il 17 ottobre 1905, a guerra finita, la Pobeda fu recuperata dagli ingegneri giapponesi. Rimessa in condizioni di affrontare il mare, fu condotta all'arsenale navale di Yokosuka dove venne completamente ricostruita.

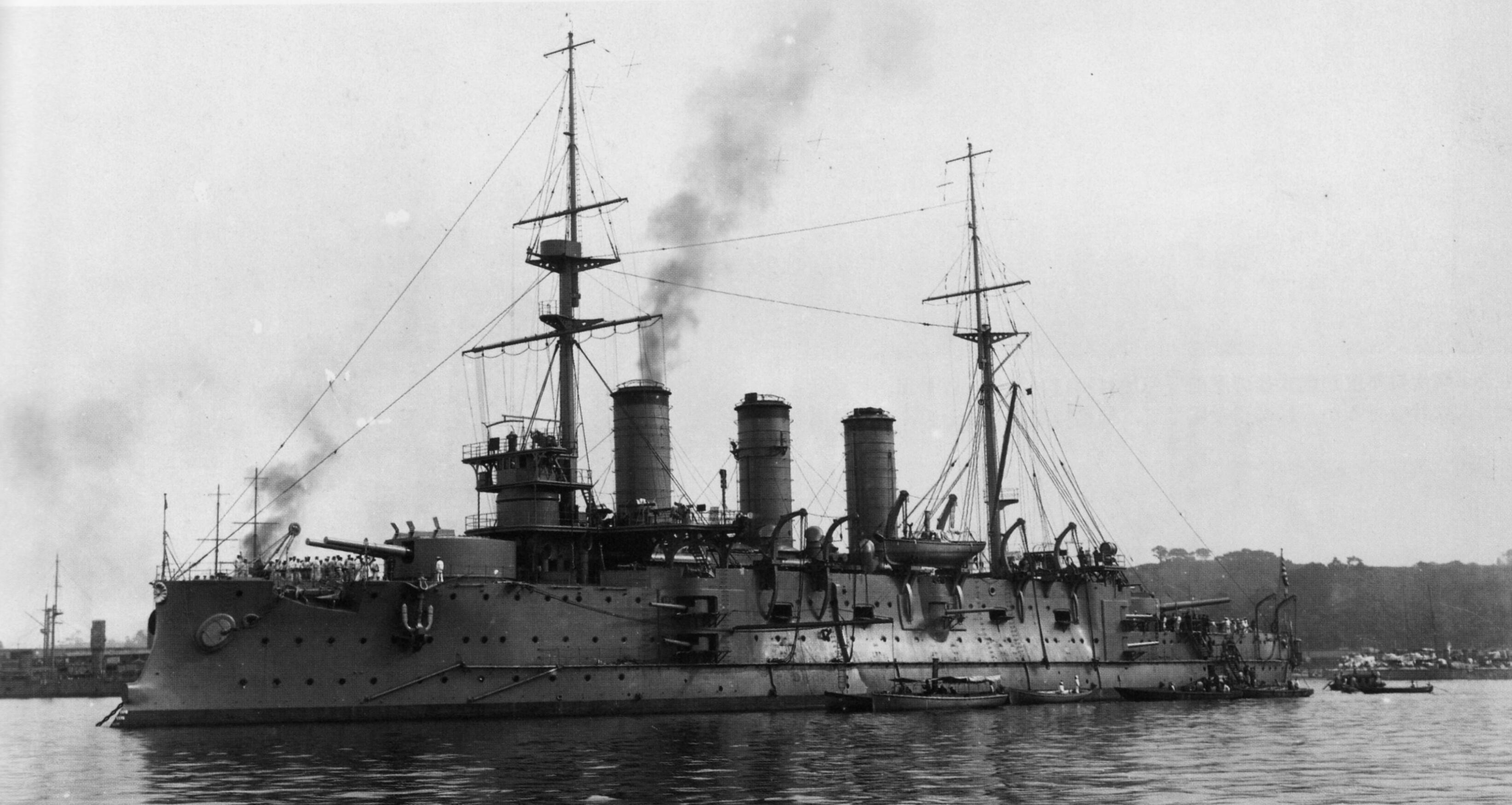
La Suō nel porto di Yokosuka, 10 ottobre 1908

I lavori, che si protrassero dal 1905 al 1908, videro l'installazione di nuove caldaie a tubi d'acqua Miyabara e l'eliminazione delle coffe dagli alberi. L'armamento fu completamente rivisto, gli originali 4 cannoni da 254 mm della batteria principale furono sostituiti 4 cannoni Elswick Ordnance Company Type 41 da 305 mm, mentre il nuovo armamento secondario era composto da 10 cannoni da 152 mm, 16 cannoni da 76 mm e 26 pezzi di piccolo calibro.
Gli originali 5 tubi lanciasiluri da 381 mm (15") furono sostituiti da 4 tubi lanciasiluri da 450 mm (17,7"). Il dislocamento scese a 13.100 t e il pescaggio a 7,9 m. La nave fu ribattezzata Suō (周防?), prendendo il suo nome dall'antica provincia giapponese di Suō, oggi assorbita dalla Prefettura di Yamaguchi.
Entrata in servizio con la Marina imperiale giapponese nell'ottobre 1908, la Suō fu riclassificata nave da difesa costiera di prima classe e divenne una nave scuola per cadetti ed ingegneri navali. Fu sottoposta ad ulteriori lavori nel 1913.
Durante la prima guerra mondiale, la Suō fu la nave ammiraglia dello squadrone ai comandi del viceammiraglio Kato Sadakichi durante l'assedio di Tsingtao, durato dal 27 agosto al 7 novembre 1914. Prese parte ai bombardamenti contro le difese del porto assieme ad altre navi da battaglia pre-dreadnought sia giapponesi che britanniche, tra cui la HMS Triumph.
La Suō servì come nave ammiraglia del Secondo squadrone della Seconda flotta nel biennio 1915-1916, per poi diventare una nave scuola per artiglieri fino alla fine della guerra.
Nell'aprile 1922, nel rispetto del Trattato navale di Washington, la Suō fu disarmata nell'arsenale navale di Kure.
Il 13 luglio, durante le operazioni di rimozione della corazzatura, la nave si capovolse.
Riportata a galla, rimase ferma nel porto di Kure fino al 1946, quando fu demolita.